# مضاوي بنت عبدالعزيز آل سعود
مضاوي بنت عبدالعزيز آل سعود (1939 – 27 نوفمبر 2017) كانت إحدى أعضاء العائلة الملكية السعودية، آل سعود، وابنة الملك عبد العزيز. وكانت الشقيقة الشقيقة لكل من الأمير طلال والأمير نواف آل سعود.

## السيرة الذاتية
وُلدت الأميرة مضاوي في قصر الحكم، بالرياض، عام 1939.
والداها هما الملك عبدالعزيز ومنير، وهي امرأة أرمنية فرت أسرتها من الدولة العثمانية. في عام 1921، قُدّمت منير، البالغة من العمر 12 عامًا، إلى عبدالعزيز البالغ من العمر 45 عامًا من قبل أمير عنيزة. بقيت منير أمية طوال حياتها واعتنقت الإسلام. واعتبرها الدبلوماسيون البريطانيون في السعودية من زوجات الملك عبدالعزيز المفضلات، وكانت معروفة بذكائها وجمالها. توفيت منير في ديسمبر 1991.
كان لها شقيقان شقيقان، هما طلال بن عبدالعزيز ونواف بن عبدالعزيز. في أوائل الستينيات، شجعت هي ووالدتها الأمير طلال على العودة إلى السعودية، بعد أن أقام في القاهرة بسبب مشاركته في حركة الأمراء الأحرار.
كان لديها بعض الاستثمارات التجارية، وأسست شركة لتسويق البترول تُعرف باسم «شركة الأميرة مضاوي بنت عبدالعزيز لتسويق البترول.
تزوجت الأميرة مضاوي من الأمير سعد بن محمد بن عبدالعزيز بن سعود بن فيصل، وهو من فرع محمد من العائلة المالكة السعودية. وقد اغتيل زوجها في العراق في يناير 1986 عن عمر يناهز 55 عامًا.
توفيت الأميرة مضاوي في 27 نوفمبر 2017. وقد تم دفنها بعد صلاة العشاء في المسجد الحرام بمكة المكرمة. ومن بين أفراد العائلة المالكة الذين حضروا الجنازة إخوتها غير الأشقاء أحمد بن عبدالعزيز وممدوح بن عبدالعزيز، وأبناء إخوتها خالد الفيصل، محمد بن نواف، مشعل بن ماجد، وعبدالله بن بندر.